# Vedrina, Dobrici
Vedrina (în bulgară Ведрина, în română Cadievo) este un sat în comuna Dobricika, regiunea Dobrici, Dobrogea de Sud, Bulgaria. 
Între anii 1913-1940 a făcut parte din plasa Ezibei a județului Caliacra, România.

## Demografie
Componența etnică a satului Vedrina
     Turci (35,12%)
     Bulgari (62,29%)
     Nicio identificare (2,03%)
     Altele (0,55%)
La recensământul din 2011, populația satului Vedrina era de 541 locuitori. Din punct de vedere etnic, majoritatea locuitorilor (62,29%) erau bulgari, cu o minoritate de turci (35,12%). Pentru 2,03% din locuitori nu este cunoscută apartenența etnică.